# Joachim Jänisch
Joachim Jänisch (* 1. Mai 1929 in Herborn; † 10. August 2001 in Siegen) war ein deutscher Fußballspieler.

## Verein
Jänisch kam über den TuS 1910 Driedorf, den SSC Juno Burg und die SpVgg Griesheim 02 1951 zu Eintracht Frankfurt. Von 1951 bis 1953 stand er in Reihen der Eintracht, nachdem ihn Trainer Kurt Windmann als Verstärkung für die Offensivabteilung verpflichtet hatte. Sein erstes Oberligaspiel für die Eintracht absolvierte der Mann aus dem Westerwald am 19. August 1951 beim 4:2-Auswärtserfolg gegen den VfR Mannheim. Das Eintracht-Innentrio bildeten Hubert Schieth, Jänisch und Alfred Pfaff. Die Mannschaft vom Riederwald belegte 1951/52 am Rundenende den vierten Rang im Süden und Jänisch hatte mit zwölf Toren die interne Torschützenliste angeführt. Als 1952/53 der Meisterschaftserfolg in Süddeutschland glückte, kam Jänisch nur noch zu zwölf Ligaeinsätzen und erzielte dabei fünf Tore. 1953 wechselte er zu Rot-Weiss Essen. Dort gehörte er in der Saison 1954/55 der Mannschaft an, die die deutsche Meisterschaft mit 4:3 Toren gegen die Walter-Elf aus Kaiserslautern gewann. In der Oberliga West kam er zwar unter Trainer Fritz Szepan nur zu acht Ligaeinsätzen, aber in der Endrunde absolvierte er als rechter Verteidiger an der Seite von Willi Köchling sechs Spiele, darunter auch das Finale am 26. Juni 1955 in Hannover. Im Jahr der Titelverteidigung, 1955/56, steigerte er an der Seite von Nationaltorhüter Fritz Herkenrath und Mittelläufer Heinz Wewers seine Einsätze auf 19 Ligaspiele und war auch neben dem Verteidigerkollegen Walter Zastrau in den zwei ersten Europapokalspielen einer DFB-Elf im September/Oktober 1955 gegen Hibernian Edinburgh aktiv. Der schnelle, kopfballstarke und vor allem niemals aufsteckende Allround-Akteur brachte es 1956/57 unter dem neuen Trainer Elek Schwartz noch auf weitere zwölf Oberligaeinsätze, musste aber am Rundenende nach insgesamt 44 Oberligaspielen für RWE mit zwei Toren seine Karriere als Sportinvalide beenden.

## Trainer
Ab 1964 trainierte er eine Zeitlang den VfL Klafeld-Geisweid 08.

## Privates
Der in Herborn geborene, aus Driedorf stammende Jänisch legte sein Abitur in Dillenburg ab und studierte in Frankfurt Erdkunde und Leibesübungen auf Lehramt. Nach bestandener Realschullehrerprüfung wirkte er zunächst in seinem Beruf in Essen. Seit 1964 lebte und arbeitete er in Siegen.
Dort war er bis zu seiner Pensionierung als Pädagoge an einer Geisweider Realschule tätig. Jänisch war verheiratet und hatte zwei Kinder.